# Sadik Hidayat
Sadik Hidayat (17 de febrer de 1903 - 9 d'abril de 1951) fou un escriptor revolucionari iranià. Va escriure diverses obres (la primera el 1928 publicada a Berlín). La principal és Buf-i Kur (el mussol cec).